# Hemigalinae
Hemigalinae é uma subfamília de viverridae descrita por John Edward Gray em 1864. Compreende 4 gêneros monoespecíficos:
- Hemigalus
- Chrotogale
- Cynogale
- Diplogale